# فاولر ۲۷۶۲
سیارک ۲۷۶۲ (به انگلیسی: 2762 Fowler، نامگذاری:1981AT) دو هزار و هفتصد و شصت و دومین سیارک کشف شده‌است که در ۱۴ ژانویه ۱۹۸۱ کشف شد.
قدر مطلق سیارک برابر ۱۳٫۲۰ است.